# FAM3C
FAM3C (англ. Family with sequence similarity 3 member C) – білок, який кодується однойменним геном, розташованим у людей на короткому плечі 7-ї хромосоми. Довжина поліпептидного ланцюга білка становить 227 амінокислот, а молекулярна маса — 24 680.
| 10         |  | 20         |  | 30         |  | 40         |  | 50         |
| ---------- |  | ---------- |  | ---------- |  | ---------- |  | ---------- |
| MRVAGAAKLV |  | VAVAVFLLTF |  | YVISQVFEIK |  | MDASLGNLFA |  | RSALDTAARS |
| TKPPRYKCGI |  | SKACPEKHFA |  | FKMASGAANV |  | VGPKICLEDN |  | VLMSGVKNNV |
| GRGINVALAN |  | GKTGEVLDTK |  | YFDMWGGDVA |  | PFIEFLKAIQ |  | DGTIVLMGTY |
| DDGATKLNDE |  | ARRLIADLGS |  | TSITNLGFRD |  | NWVFCGGKGI |  | KTKSPFEQHI |
| KNNKDTNKYE |  | GWPEVVEMEG |  | CIPQKQD    |  |            |  |            |

A: Аланін

C: Цистеїн

D: Аспарагінова кислота

E: Глутамінова кислота

F: Фенілаланін

G: Гліцин

H: Гістидин

I: Ізолейцин

K: Лізин

L: Лейцин

M: Метіонін

N: Аспарагін

P: Пролін

Q: Глутамін

R: Аргінін

S: Серин

T: Треонін

V: Валін

W: Триптофан

Кодований геном білок за функцією належить до білків розвитку. 
Локалізований у цитоплазматичних везикулах.
Також секретований назовні.